# Karl-Josef Rauber

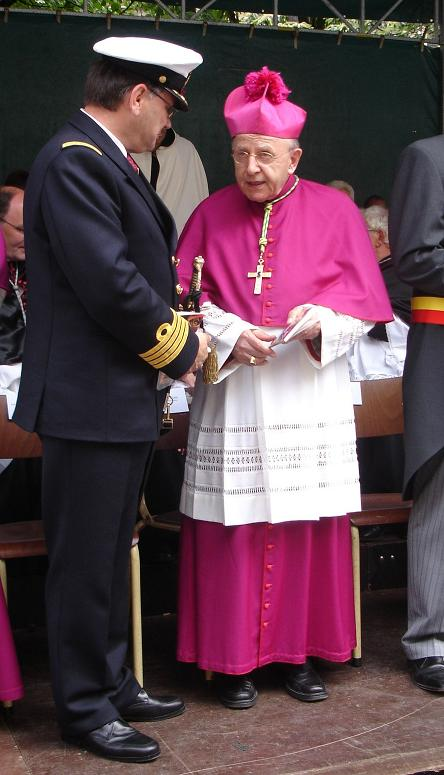
Karl Josef Rauber

Karl-Josef Rauber (n. 11 aprilie 1934, Nürnberg, Germania Nazistă – d. 26 martie 2023, Rottenburg am Neckar, Baden-Württemberg, Germania) a fost un arhiepiscop romano-catolic, diplomat emerit al Sfântului Scaun. Între 1997–2003 a fost nunțiu apostolic în Ungaria și Republica Moldova.
În data de 8 decembrie 2001 a prezidat liturghia în cadrul căreia Administratura Apostolică de Chișinău a devenit Episcopia Romano-Catolică de Chișinău, iar Anton Coșa primul episcop diecezan.
La începutul anului 2003 a devenit nunțiu apostolic pentru Belgia și Luxemburg, iar funcția de nunțiu pentru Republica Moldova a fost cumulată de arhiepiscopul Jean-Claude Périsset, care deținea funcția de nunțiu apostolic în România.
În calitate de nunțiu în Belgia a criticat în anul 2010 numirea în postul vacant de arhiepiscop de Bruxelles a unui candidat care nu s-a regăsit pe lista de trei propuneri înaintată de nunțiatură. În dezacord deschis cu papa Benedict al XVI-lea, care l-a numit pe André-Joseph Léonard în funcția de arhiepiscop, nunțiul Rauber l-a caracterizat pe Léonard drept „complet nepotrivit”. Deși arhiepiscopul de Bruxelles este ridicat de regulă la rangul de cardinal, nici papa Benedict al XVI-lea, nici papa Francisc nu l-au ridicat pe arhiepiscopul Léonard în această treaptă.
Papa Francisc l-a ridicat în data de 14 februarie 2015 pe fostul nunțiu Rauber la demnitatea de cardinal.